# Big Dating
Big Dating ist eine deutsche Fernsehserie. Die Miniserie mit 8 Folgen wurde im Jahr 2020 im Rahmen der „Nordlichter“, dem Nachwuchs-Förderprogramm von NDR, Filmförderung Hamburg Schleswig-Holstein und Nordmedia produziert. Die Serie wurde im November und Dezember 2020 im NDR erstausgestrahlt.

## Handlung
Samuel ist Software-Entwickler in einem Unternehmen für Smartphone-Apps. Nach einer erfolglosen Präsentation für einen Algorithmus zur Paarung von zur Züchtung geeigneten Bohnensorten wird er in die Serverwartung versetzt. Um seinem scheiternden Liebesleben auf die Sprünge zu helfen, klaut er zusammen mit seinem besten Freund und Mitbewohner Henner die über die diversen Apps des Unternehmens gesammelten Kundendaten und programmiert seinen selbstlernenden Algorithmus auf das Finden von perfekt zusammenpassenden Menschen um. Ein Testlauf mit seinen eigenen Daten führt ihn zu Lina, einer spontan und impulsiv handelnden Kellnerin, die auf den ersten Blick so gar nicht zu ihm passen will. Nach der Entdeckung des unerlaubten Zugriffs auf die Kundendaten wird ihm die Aufgabe übertragen, aus seinem Algorithmus eine App zu entwickeln.
Als seine Mitbewohnerin Inga, die mit Henner liiert ist, feststellt, dass sie schwanger ist, der Algorithmus für sie beide aber nur einen geringen Übereinstimmungswert ermittelt, beginnt sie an ihrer Beziehung zu zweifeln.
Die langdauernde Ehe von Samuels Eltern Gisela und Klaus wird auf eine harte Probe gestellt, als herauskommt, dass Gisela eine Affäre mit dem Lehrer ihrer Amateurtheatergruppe begonnen hat.

## Besetzung
| Rolle  | Schauspieler             | Episoden | Rollenbeschreibung                                                       |
| ------ | ------------------------ | -------- | ------------------------------------------------------------------------ |
| Samuel | Ole Fischer              | 8        | Software-Entwickler, programmiert den Algorithmus für die Big-Dating-App |
| Lina   | Olga von Luckwald        | 8        | Kellnerin, Samuels spontane und impulsive Freundin                       |
| Inga   | Anna Schimrigk           | 8        | Samuels Mitbewohnerin, Freundin von Henner                               |
| Henner | Leon Ullrich             | 8        | Samuels Mitbewohner und bester Freund                                    |
| Gisela | Victoria Trauttmansdorff | 8        | Mutter von Samuel                                                        |
| Klaus  | Michael Kind             | 8        | Vater von Samuel                                                         |
| Peter  | Samuel Weiss             | 8        | Chef von Samuel                                                          |
| Olaf   | Heiko Pinkowski          | 6        | Administrator in der Serverwartung                                       |
| Hanni  | Ulrike Krumbiegel        | 5        | Mutter von Inga                                                          |
| Bianca | Isabell Polak            | 5        | Schwester von Inga                                                       |
| Naomi  | Mai Duong Kieu           | 4        | Samuels spätere Freundin, sein eigentliches perfektes Match              |

## Ausstrahlung
Die Folgen wurden mittwochs um 22:00 Uhr in Doppelfolgen ab dem 18. November 2020 im NDR ausgestrahlt. Alle Folgen waren zuvor bereits am Mittwoch, 11. November 2020 in der ARD-Mediathek verfügbar.

## Episodenliste
| Nr. | Originaltitel              | Erstveröffentlichung D | Regie       |
| --- | -------------------------- | ---------------------- | ----------- |
| 1   | Menschen sind keine Bohnen | 18. Nov. 2020          | Nathan Nill |
| 2   | 23,8 %                     | 18. Nov. 2020          | Nathan Nill |
| 3   | Steve Jobs hat gesagt      | 25. Nov. 2020          | Nathan Nill |
| 4   | Liebe                      | 25. Nov. 2020          | Nathan Nill |
| 5   | Match                      | 2. Dez. 2020           | Nathan Nill |
| 6   | Bärenspuren im Schnee      | 2. Dez. 2020           | Nathan Nill |
| 7   | Romeo und Julia            | 9. Dez. 2020           | Nathan Nill |
| 8   | Samuel rettet die Welt     | 9. Dez. 2020           | Nathan Nill |

## Produktion
Die Miniserie wurde vom 10. September 2019 bis zum 6. November 2019 in Clausthal-Zellerfeld (Harz) und in Hannover gedreht.